# Nomi tradizionali arabi di stelle
Secondo l'Unione Astronomica Internazionale, a parte un limitato numero di stelle luminose con nomi storici, le stelle non hanno nomi propri. Nell'astronomia occidentale, laddove esistano i nomi storici, solitamente appartenenti alle stelle più facilmente visibili, questi sono tipicamente stati presi dalla lingua araba, essendo stati gli antichi arabi i pionieri della moderna astronomia, e solo poche eccezioni sono di origine greca o sconosciuta. La seguente è dunque una lista di nomi tradizionali arabi per le stelle.

## Storia dei nomi arabi di stelle
Molti antichi nomi di stelle hanno visto la luce tra le genti che vivevano nella penisola araba più di un migliaio di anni fa, prima ancora dell'ascesa dell'Islam, mentre altri sono nati come traduzioni in arabo dal greco antico di antiche descrizioni delle stelle redatte appunto da antichi astronomi greci.
Nel suo trattato astronomico noto come Almagesto e risalente al 150 d.C., l'astronomo Claudio Tolomeo elencò la posizione nella volta celeste di 1.025 stelle annotando anche il valore della loro magnitudine apparente. Il libro di Tolomeo, scritto in greco antico, fu tradotto in arabo tra l'ottavo e il nono secolo e divenne famoso in Europa nel dodicesimo secolo, dopo la sua traduzione in latino. Molte delle descrizioni presenti nell'Almagesto tradotte in arabo divennero poi largamente utilizzate come nomi di stella.
Per identificare le stelle, Tolomeo utilizzò una strategia figurativa che faceva riferimento alla loro posizione all'interno di una costellazione o di un asterismo, ad esempio "sulla spalla destra del Cacciatore". Gli astronomi arabi adottarono quindi alcune di queste descrizioni come nomi propri di stelle, accostandoli o aggiungendoli a quelli da loro tradizionalmente utilizzati, e li registrarono nei vari zij, veri e propri trattati di astronomia pratica. Di questi, il più famoso è il Libro delle stelle fisse, scritto dall'astronomo musulmano Abd al-Rahmān al-Sūfi, conosciuto in Occidente come Azophi, dove sono annotate, con tanto di illustrazioni create costellazione per costellazione, le osservazioni e le descrizioni delle stelle, la loro posizione, la magnitudine e il loro colore apparente. 
Durante il Medio Evo e il Rinascimento, in Europa, molti antichi nomi di stelle furono copiati e tradotti in modo non corretto da diversi scrittori i quali, evidentemente, non conoscevano troppo bene l'arabo, e di conseguenza risalire alla storia di alcuni nomi di stella può risultare piuttosto complicato.

## A
| Gruppo principale (Singole)                 | Gruppo principale (Singole) | Gruppo principale (Singole) | Gruppo principale (Singole)                                             | Gruppo principale (Singole)                                                                   |                                   | Gruppo e sottogruppi (Plurale)                     | Gruppo e sottogruppi (Plurale)                                               | Gruppo e sottogruppi (Plurale)               | Gruppo e sottogruppi (Plurale)                     | Gruppo e sottogruppi (Plurale)                                                                                        | Gruppo e sottogruppi (Plurale)                                                                           | Gruppo e sottogruppi (Plurale) |
| Nome arabo romanizzato                      | Nome arabo (accentato)      | Nome arabo                  | Nome arabo traslitterato                                                | Significato                                                                                   | Nome arabo del gruppo (accentato) | Nome arabo del gruppo (accentato)                  | Nome arabo del gruppo (accentato)                                            | Nome arabo dell sottogruppo (accentato)      | Nome arabo dell sottogruppo (accentato)            | Nome arabo dell sottogruppo (accentato)                                                                               | Denominazione ufficiale                                                                                  |                                |
| Nome arabo romanizzato                      | Nome arabo (accentato)      | Nome arabo                  | Nome arabo traslitterato                                                | Significato                                                                                   | Nome del gruppo                   | Nome traslitterato                                 | Significato                                                                  | Nome del sottogruppo                         | Nome traslitterato                                 | Significato | Denominazione ufficiale                                                                                  |                                |
| ------------------------------------------- | --------------------------- | --------------------------- | ----------------------------------------------------------------------- | --------------------------------------------------------------------------------------------- | --------------------------------- | -------------------------------------------------- | ---------------------------------------------------------------------------- | -------------------------------------------- | -------------------------------------------------- | --- | --- | ------------------------------ |
| Acamar                                      | آخِرُ ٱلنَّهْر                   | آخر النهر                   | Ākhiru n-Nah·r [Aakhiru 'n-Nahr]                                        | La fine/coda/termine/bordo del fiume (o dello stretto)                                        |                                   |                                                    |                                                                              |                                              |                                                    | | Theta Eridani θ Eri                                                                                      |                                |
| Achernar                                    | آخِرُ ٱلنَّهْر                   | آخر النهر                   | Ākhiru n-Nah·r [Aakhiru 'n-Nahr]                                        | La fine (o anche "coda", "termine" e "bordo") del fiume (o dello stretto)                     |                                   |                                                    |                                                                              |                                              |                                                    | | Alfa Eridani α Eri                                                                                       |                                |
| Acrab                                       | عَقْرَب                        | عقرب                        | Aq·rab [Eaq·rab]                                                        | Lo Scorpione                                                                                  |                                   |                                                    |                                                                              |                                              |                                                    | | Beta Scorpii β Sco                                                                                       |                                |
| Acubens                                     | الزُّبَانَى                     | الزبانى                     | az-Zubānā [Az-Zubaanaa]                                                 | L'artiglio (o anche "il dardo"), la chela (del Granchio)                                      |                                   |                                                    |                                                                              |                                              |                                                    | | Alfa Cancri α Cnc                                                                                        |                                |
| Adhafera                                    | الضَّفِيرَة                     | الضفيرة                     | aḍ-Ḍafiyrah/aḍ-Ḍafīrah [Adh-Dhafiyrah/ Adh-Dhafeerah]                   | Il ricciolo (della criniera del Leone)                                                        |                                   |                                                    |                                                                              |                                              |                                                    | | Zeta Leonis ζ Leo                                                                                        |                                |
| Adhara                                      | العَذَارَى                     | العذارى                     | al-A·dhārā [Al-A·dzhaaraa/Al-Ea·dzhaaraa]                               | La Vergine (o anche "la Ninfa")                                                               | الْعَذَارِي                           | al-Adhāriy/ al-Adhārī [Al-Adzhaaree]               | Le Vergini (o anche "le Ninfe")                                              | أَوَّلُ ٱلْعَذَارِي                                  | Awwalu l-Adhāriy/ l-Adhārī [Awwalu 'l-Adzhaaree]   | Prima delle Vergini (o "delle Ninfe")                                                                                 | Epsilon Canis Majoris                                                                                    |                                |
| Adhara                                      | العَذَارَى                     | العذارى                     | al-A·dhārā [Al-A·dzhaaraa/Al-Ea·dzhaaraa]                               | La Vergine (o anche "la Ninfa")                                                               | الْعَذَارِي                           | al-Adhāriy/ al-Adhārī [Al-Adzhaaree]               | Le Vergini (o anche "le Ninfe")                                              | ثَانِيُ ٱلْعَذَارِي                                 | Thaniyu l-Adhāriy/ l-Adhārī [Thaniyu 'l-Adzhaaree] | Seconda delle Vergini (o "delle Ninfe")                                                                               | Omicron² Canis Majoris                                                                                   |                                |
| Adhil                                       | الذَّيْل                       | الذيل                       | adh-Dhayl [Adzh-Dzhayl]                                                 | La coda                                                                                       |                                   |                                                    |                                                                              |                                              |                                                    | | Xi Andromedae ξ And                                                                                      |                                |
| Adib                                        | الذِّئْب                       | الذئب                       | adh-Dhib [Adzh-Dzhi'b/ Adzh-Dzhi'eb]                                    | Il Lupo                                                                                       |                                   |                                                    |                                                                              |                                              |                                                    | | Alfa Draconis α Dra (Thuban)                                                                             |                                |
| Ain                                         | عَيْن                         | عين                         | 'Ayn                                                                    | L'occhio (del Toro)                                                                           |                                   |                                                    |                                                                              |                                              |                                                    | | Epsilon Tauri ε Tau                                                                                      |                                |
| Aladfar                                     | الأَظْفَار                     | الأظفار                     | ʿAl-Az̧fār                                                               | Gli artigli (dell'Aquila in picchiata)                                                        |                                   |                                                    |                                                                              |                                              |                                                    | | Eta Lyrae η Lyr                                                                                          |                                |
| Alawaid chiamata anche Alruba - "i quattro" | العَوَائِذ ("الرُّبَع")           | العوائذ (الربع)             | al-Awaāidh/ al-Awāidh [Al-Awaaidzh/Al-Ewaaidzh] (الْرُّبَع - ar-Ruba)       | Le protettrici madri cammello; i vecchi cammelli; soprannominata "i quattro"                  | الْعَوَائِذ                           | al-Awaāidh / al-Awāidh [Al-Awaaidzh / Al-Ewaaidzh] | Le protettrici madri cammello; i vecchi cammelli; soprannominata "i quattro" |                                              |                                                    | [La prima e principale parte della costellazione del Dragone, considerata dagli antichi arabi come suddivisa in tre.] | Gamma Draconis, Xi Draconis, Nu Draconis, Beta Draconis                                                  |                                |
| Alawwad                                     | العَوَّاد                      | العوّاد                      | al-Awwād [Al-Awwaad / Al-Ewwaad]                                        | Il liutista, il suonatore di liuto                                                            |                                   |                                                    |                                                                              |                                              |                                                    | | Mu Draconis                                                                                              |                                |
| Albali                                      | البَالِع                      | البالع                      | al-Bāliʿ                                                                | Il bellissimo                                                                                 |                                   |                                                    |                                                                              |                                              |                                                    | | Epsilon Aquarii ε Aqr                                                                                    |                                |
| Alchiba                                     | الخِبَاء                      | الخباء                      | al-Khibā'                                                               | La tenda                                                                                      |                                   |                                                    |                                                                              |                                              |                                                    | | Alfa Corvi α Crv                                                                                         |                                |
| Alcor                                       | الخَوَّار                      | الخوّار                      | al-Khawwār                                                              | Quella debole                                                                                 |                                   |                                                    |                                                                              |                                              |                                                    | | 80 Ursae Majoris                                                                                         |                                |
| Aldebaran                                   | الدَّبَرَان                     | الدبران                     | ad-Dabarān                                                              | Colei che segue (le Pleiadi)                                                                  |                                   |                                                    |                                                                              |                                              |                                                    | | Alfa Tauri α Tau                                                                                         |                                |
| Alderamin                                   | الذِّرَاعُ ٱليَمِين               | الذراع اليمين               | adh-Dhirāʿu l-Yamīn                                                     | Il braccio destro (di Cefeo)                                                                  |                                   |                                                    |                                                                              |                                              |                                                    | | Αlfa Cephei α Cep                                                                                        |                                |
| Aldhibah                                    | الضِّبَاع                      | الضباع                      | aḍ-Ḍibaā / aḍ-Ḍibā [Adh-Dhibaa / Adh-Dhibaae]                           | Le Iene                                                                                       |                                   |                                                    |                                                                              |                                              |                                                    | | Zeta Draconis                                                                                            |                                |
| Aldhibain                                   | الذِّئْبَيْن                     | الذئبين                     | adh-Dhibayn [Adzh-Dzhi'bayn / Adzh-Dzhi'ebayn]                          | Le due iene (o anche "lupi")                                                                  | الْذِّئْبَيْن                           | adh-Dhibayn [Adzh-Dzhi'bayn / Adzh-Dzhi'ebayn]     | Le due Iene (o anche "Lupi")                                                 |                                              |                                                    | | Zeta Draconis (Aldhibah), Eta Draconis [una combinazione di due stelle]                                  |                                |
| Aldulfin                                    | ذَنَب ٱلدُّلْفِين                 | ذنب الدلفين                 | Dhanab ad-Dulfīn                                                        | La coda del Delfino                                                                           |                                   |                                                    |                                                                              |                                              |                                                    | | Epsilon Delphini ε Del                                                                                   |                                |
| Alfirk                                      | الفِرْقَة                      | الفرقة                      | al-Firqah                                                               | Il batuffolo della pecora                                                                     |                                   |                                                    |                                                                              |                                              |                                                    | | Beta Cephei β Cep                                                                                        |                                |
| Algebar                                     | رِجْلُ ٱلجَبَّار                  | رجل الجبار                  | (Rijl) ul-Jabbār                                                        | Il piede del Gigante                                                                          |                                   |                                                    |                                                                              |                                              |                                                    | | Beta Orionis β Οri (Rigel)                                                                               |                                |
| Algedi                                      | الجَدْي                       | الجدي                       | al-Jady                                                                 | La Capra                                                                                      |                                   |                                                    |                                                                              |                                              |                                                    | | Alfa Capricorni α Cap                                                                                    |                                |
| Algenib                                     | الجَنْب                       | الجنب                       | al-Janb                                                                 | Il fianco (di Pegaso)                                                                         |                                   |                                                    |                                                                              |                                              |                                                    | | Gamma Pegasi γ Peg                                                                                       |                                |
| Algieba                                     | الجَبْهَة                      | الجبهة                      | al-Jab'hah                                                              | La fronte (del Leone)                                                                         |                                   |                                                    |                                                                              |                                              |                                                    | | Gamma Leonis γ Leo                                                                                       |                                |
| Algol                                       | رَأْسُ ٱلغُول                   | رأس الغول                   | (Ra'as) al-Ghūl                                                         | La testa del Ghul (in questo caso di Medusa, essendo la stella nella costellazione di Perseo) |                                   |                                                    |                                                                              |                                              |                                                    | | Beta Persei β Per                                                                                        |                                |
| Algorab                                     | الغُرَاب                      | الغراب                      | al-Ghurāb                                                               | Il Corvo                                                                                      |                                   |                                                    |                                                                              |                                              |                                                    | | Delta Corvi δ Crv                                                                                        |                                |
| Alhena                                      | الهَنْعَة                      | الهنعة                      | al-Hanʿah                                                               | Il marchio (sul collo del camello)                                                            |                                   |                                                    |                                                                              |                                              |                                                    | | Gamma Geminorum γ Gem (Almeisan)                                                                         |                                |
| Alioth                                      | الجَوْن                       | الجون                       | Al-Jawn                                                                 | Il cavallo nero                                                                               |                                   |                                                    |                                                                              |                                              |                                                    | | Epsilon Ursae Majoris ε UMa                                                                              |                                |
| Alkaid                                      | القَائِد (بَنَاتِ ٱلنَّعْش)         | القائد (بنات النعش)         | al-Qā'id (banāti n-naʿash)                                              | La condottiera (delle fanciulle luttuose)                                                     |                                   |                                                    |                                                                              |                                              |                                                    | | Eta Ursae Majoris η UMa                                                                                  |                                |
| Alkes                                       | الكَأْس                       | الكأس                       | al-Ka's                                                                 | La Coppa                                                                                      |                                   |                                                    |                                                                              |                                              |                                                    | | Alfa Crateris α Crt                                                                                      |                                |
| Almak / Almach                              | عَنَاقِ ٱلْأَرْض                  | عناق الأرض                  | al-Anāqi l-Arḍ [Al-Anaaqi 'l-Ardh]                                      | Il Caracal o la lince del deserto                                                             |                                   |                                                    |                                                                              |                                              |                                                    | | Gamma Andromedae γ And                                                                                   |                                |
| Almeisan                                    | المَيْسَان                     | الميسان                     | al-Maysān                                                               | La lucente                                                                                    |                                   |                                                    |                                                                              |                                              |                                                    | | Gamma Geminorum γ Gem (Alhena)                                                                           |                                |
| Alnair                                      | النَّيِّر                       | النيّر                       | an-Nayyir                                                               | La splendente                                                                                 |                                   |                                                    |                                                                              |                                              |                                                    | | Alfa Gruis α Gru                                                                                         |                                |
| Alnasl                                      | النَّصْل                       | النصل                       | an-Naşl                                                                 | La lama                                                                                       |                                   |                                                    |                                                                              |                                              |                                                    | | Gamma Sagittarii γ Sgr                                                                                   |                                |
| Alnilam                                     | النِّظْم                       | النظم                       | an-Niżm                                                                 | La collana di perle (di Orione)                                                               |                                   |                                                    |                                                                              |                                              |                                                    | | Epsilon Orionis ε Ori                                                                                    |                                |
| Alnitak                                     | النِّطَاق                      | النطاق                      | an-Niṭāq                                                                | La cintura (di Orione)                                                                        |                                   |                                                    |                                                                              |                                              |                                                    | | Zeta Orionis ζ Ori                                                                                       |                                |
| Alphard                                     | الفَرْد                       | الفرد                       | al-Fard                                                                 | La solitaria                                                                                  |                                   |                                                    |                                                                              |                                              |                                                    | | Alfa Hydrae α Hya                                                                                        |                                |
| Alphecca                                    | نَيِّر الَكَّة                    | نير الفكّة                   | (Nayyir) al-Fakkah                                                      | La splendente dell'anello rotto                                                               |                                   |                                                    |                                                                              |                                              |                                                    | | Alfa Coronae Borealis α CrB                                                                              |                                |
| Alpheratz                                   | سُرَّة ٱلفَرَس                   | سرّة الفرس                   | (Surrat) al-Faras                                                       | L'ombelico della cavalla                                                                      |                                   |                                                    |                                                                              |                                              |                                                    | | Αlfa Andromedae (Sirrah) α And                                                                           |                                |
| Alruba'                                     | الرُّبَع                       | الربع                       | ar-Ruba'                                                                | Il giovane cammello                                                                           |                                   |                                                    |                                                                              |                                              |                                                    | | HR6618 Draconis                                                                                          |                                |
| Alrisha                                     |                             | الرشاء                      | ar-Rishā'                                                               | La corda del pozzo                                                                            |                                   |                                                    |                                                                              |                                              |                                                    | | 113 Piscium                                                                                              |                                |
| Alsafi                                      | الصَّافِيّ                      | الصافيّ                      | aṣ-Ṣaāfiyy / aṣ-Ṣāfiyy [Asw-Swaafiyy / As-Ssaafiyy]                     | I tripodi                                                                                     |                                   |                                                    |                                                                              |                                              |                                                    | | Sigma Draconis σ Dra                                                                                     |                                |
| Alsuhail                                    | السُّهَيْل                      | السهيل                      | as-Suhayl                                                               | La gloriosa                                                                                   |                                   |                                                    |                                                                              |                                              |                                                    | | Lambda Velorum λ Vel                                                                                     |                                |
| Altair                                      | النِّسْرُ ٱلطَّائِر                | النسر الطائر                | (an-Nisr) uṭ-Ṭāir                                                       | L'Aquila volante                                                                              |                                   |                                                    |                                                                              |                                              |                                                    | | Alfa Aquilae α Aql                                                                                       |                                |
| Altais                                      | التَّيْس                       | التيس                       | at-Tays                                                                 | La capra                                                                                      |                                   |                                                    |                                                                              |                                              |                                                    | | Delta Draconis δ Dra                                                                                     |                                |
| Alterf                                      | الطَّرْف                       | الطرف                       | aṭ-Ṭarf                                                                 | La vista (del Leone)                                                                          |                                   |                                                    |                                                                              |                                              |                                                    | | Lambda Leonis λ Leo                                                                                      |                                |
| Aludra                                      | العُذْرَة                      | العذرة                      | al-ʿUdhrah                                                              | La verginità                                                                                  |                                   |                                                    |                                                                              |                                              |                                                    | | Eta Canis Majoris η CMa                                                                                  |                                |
| Alula Australis, Alula Borealis             | القَفْزَةُ ٱلأُولَى               | القفزة الأولى               | (al-Qafzat) ul-Ūla'                                                     | La prima (il primo salto)                                                                     |                                   |                                                    |                                                                              |                                              |                                                    | | Alula Australis: Xi Ursae Majoris ξ UMa Alula Borealis: Nu Ursae Majoris ν UMa                           |                                |
| Alya                                        | الأَلِيَة                      | الألية                      | al-Alyah                                                                | La grassa coda di una pecora                                                                  |                                   |                                                    |                                                                              |                                              |                                                    | | Theta Serpentis θ Ser                                                                                    |                                |
| Alsephina                                   | السَفِينَة                     | السفينة                     | Al-Safinah                                                              | La nave                                                                                       |                                   |                                                    |                                                                              |                                              |                                                    | | Delta Velorum δ Vel                                                                                      |                                |
| Angetenar                                   | عَرْجَةُ ٱلنَّهْر                  | عرجة النهر                  | ʿArjat un-Nahr                                                          | Ansa del Fiume                                                                                |                                   |                                                    |                                                                              |                                              |                                                    | | Tau2 Eridani τ2 Eri                                                                                      |                                |
| Ankaa                                       | العَنْقَاء                     | العنقاء                     | al-ʿAnqā'                                                               | La Fenice                                                                                     |                                   |                                                    |                                                                              |                                              |                                                    | | Alfa Phoenicis α Phe                                                                                     |                                |
| Arkab                                       | العَرْقُوب                     | العرقوب                     | al-ʿArqūb                                                               | Il tendine della zampa (di una delle zampe anteriori del Sagittario)                          |                                   |                                                    |                                                                              |                                              |                                                    | | Beta1 Sagittarii β1 Sgr                                                                                  |                                |
| Arneb                                       | الأَرْنَاب                     | الأرنب                      | al-Arnab                                                                | La Lepre                                                                                      |                                   |                                                    |                                                                              |                                              |                                                    | | Alfa Leporis α Lep                                                                                       |                                |
| Arrakis                                     | الرَّاقِص                      | الراقص                      | ar-Rāqiṣ [Ar-Raaqis / Ar-Raaqiss]                                       | Il danzatore; il cammello che trotta                                                          | الْرَّاقِص                            | ar-Rāqiṣ [Ar-Raaqis / Ar-Raaqiss]                  | Il gruppo Alwaid combinato con Mu Draconis diventa il gruppo Arrakis         |                                              |                                                    | [La seconda parte della costellazione del Dragone, considerata dagli antichi arabi come suddivisa in tre.]            | Mu Draconis                                                                                              |                                |
| Asuja                                       | الْشُّجَاع                      | الشجاع                      | ash-Shujaā / ash-Shujā [Ash-Shujaa / Ash-Shujaae]                       | L'idra/serpente di mare                                                                       |                                   |                                                    |                                                                              |                                              |                                                    | | Beta Draconis                                                                                            |                                |
| Atik                                        | عَاتِق الثُّرَيَّا                 | عاتق الثّريّا                 | ʿĀtiq ath-Thurayyā                                                      | La spalla (di Perseo)                                                                         |                                   |                                                    |                                                                              |                                              |                                                    | | Omicron Persei ο Per                                                                                     |                                |
| Auva                                        | العَوَّاء                      | العوّاء                      | al-ʿAwwā                                                                | Il cane che abbaia                                                                            |                                   |                                                    |                                                                              |                                              |                                                    | | | Delta Virginis δ Vir           |
| Azfar Adib                                  | أَظْفَارُ ٱلذِّئْب                 | أظفار الذئب                 | Aẓfaāru dh-Dhib / Aẓfaāru dh-Dhib [Azw·faru dh-Dhib / Azz·faru dh-Dhib] | Gli artigli (o anche "le impronte") del lupo                                                  |                                   | أَظْفَارُ ٱلْذِّئْب                                        | Aẓfaāru dh-Dhib / Aẓfaāru dh-Dhib [Azw·faru dh-Dhib / Azz·faru dh-Dhib]      | Gli artigli (o anche "le impronte") del lupo |                                                    | | [La terza parte della costellazione del Dragone, considerata dagli antichi arabi come suddivisa in tre.] | -                              |
| Azha                                        | أُدْحِي (أَزْحَى) ٱلنَّعَام          | أدحي (أزحى) النعام          | Udḥī (erroneamente vocalizzatto azḥā) n-naʿām                           | Il nido/La tana dello struzzo                                                                 |                                   |                                                    |                                                                              |                                              |                                                    | | | Eta Eridani η Eri              |

## B
| Nome comune  | Nome arabo  | Nome arabo traslitterato | Significato                    | Denominazione ufficiale          |
| ------------ | ----------- | ------------------------ | ------------------------------ | -------------------------------- |
| Baham        | سعد البهام  | Sa'ad ul-Biham           | La fortuna dei giovani animali | Theta Pegasi θ Peg               |
| Baten Kaitos | بطن قيطوس   | Baṭni Qayṭus             | La pancia della Balena         | Zeta Ceti ζ Cet                  |
| Beid         | بيض         | Bayḍ                     | Le uova                        | Omicron1 Eridani ο1 Εri          |
| Benetnash    | بنات النعش  | Banāt un-Naʿash          | Le figlie dell'orsa            | Eta Ursae Majoris (Alkaid) η UMa |
| Betelgeuse   | إبط الجوزاء | Ibṭ ul-Jawzā'            | L'ascella di quello centrale   | Alfa Orionis α Ori               |
| Botein       | بطين        | al-Buṭayn                | La pancia (dell'Ariete)        | Delta Ariets δ Ari               |

## C
| Nome comune | Nome arabo     | Nome arabo traslitterato | Significato                           | Denominazione ufficiale     |
| ----------- | -------------- | ------------------------ | ------------------------------------- | --------------------------- |
| Caph        | الكـــف الخضيب | al-Kaff ul-Khaḍib        | La palma (proveniente dalle Pleiadi)  | Beta Cassiopeiae β Cas      |
| Celbalrai   | كلب الراعي     | Kalb ur-Rāʿī             | Il cane del pastore                   | Beta Ophiuchi β Oph         |
| Chort       | الخرت          | al-Kharat                | La costola (del Leone)                | Theta Leonis θ Leo          |
| Cursa       | الكرسيّ         | Kursiyy al-Jauzah        | La sedia o il poggiapiedi (di Orione) | Beta Eridani (Dhalim) β Eri |

## D
| Nome comune  | Nome arabo        | Nome arabo traslitterato       | Significato                        | Denominazione ufficiale        |
| ------------ | ----------------- | ------------------------------ | ---------------------------------- | ------------------------------ |
| Dabih        | سّعد الذّابح        | Saʿad udh-Dhābiḥ               | La stella fortunata dei macellai   | Beta Capricorni β Cap          |
| Deneb        | ذنب الدجاجة       | Dhanab ud-Dajājah              | La coda della Gallina              | Alfa Cygni α Cyg               |
| Deneb Algedi | ذنب الجدي         | Dhanab ul-Jady                 | La coda della Capra                | Delta Capricorni δ Cap         |
| Deneb Dulfim | ذنب الدّلفين       | Dhanab ud-Dulfīn               | La coda del Delfino                | Epsilon Delphini ε Del         |
| Deneb Kaitos | ذنب قيطوس الجنوبي | Dhanab ul-Qaiṭos (ul-Janūbīyy) | La coda (meridionale) della Balena | Beta Ceti (Diphda) β Cet       |
| Denebola     | ذنب الاسد         | Dhanab ul-Asad                 | La coda del Leone                  | Beta Leonis β Leo              |
| Diphda       | الضّفدع الثاني     | aḍ-Ḍifdaʿ ath-Thānī            | La (seconda) rana                  | Beta Ceti (Deneb Kaitos) β Cet |
| Dschubba     | الجبهة            | al-Jab'hah                     | La fronte (dello Scorpione)        | Delta Scorpii δ Sco            |
| Dubhe        | كاهل الدّب         | Kāhil ud-Dubb                  | La schiena dell'orso               | Alfa Ursae Majoris α UMa       |
| Dziban       | الذئبان           | adh-Dhi'ban                    | I due lupi (o sciacalli)           | Psi1 Draconis ψ1 Dra           |

## E
| Nome comune                                         | Nome arabo | Nome arabo traslitterato | Significato                       | Denominazione ufficiale |
| --------------------------------------------------- | ---------- | ------------------------ | --------------------------------- | ----------------------- |
| Edasich                                             | الذّيخ      | adh-Dhikh                | La iena                           | Iota Draconis ι Dra     |
| El Nath                                             | النطح      | an-Naṭḥ                  | L'incontro (delle corna del Toro) | Beta Tauri β Tau        |
| Eltanin/ Etamin/ Etanin (propriamente: Raseltinnin) | التنين     | at-Tinnin                | Il grande serpente                | Gamma Draconis γ Dra    |
| Enif                                                | الأنف      | al-Anf                   | Il naso (di Pegaso)               | Epsilon Pegasi ε Peg    |
| Errai                                               | الراعي     | ar-Rāʿī                  | Il pastore                        | Gamma Cephei γ Cep      |

## F
| Nome comune | Nome arabo | Nome arabo traslitterato | Significato           | Denominazione ufficiale    |
| ----------- | ---------- | ------------------------ | --------------------- | -------------------------- |
| Fomalhaut   | فم الحوت   | Fum al-Ḥūt               | La bocca del Pesce    | Alfa Piscis Austrini α PsA |
| Furud       | الفرد      | al-Furud                 | La singola splendente | Zeta Canis Majoris ζ CMa   |

## G
| Nome comune | Nome arabo | Nome arabo traslitterato | Significato                 | Denominazione ufficiale  |
| ----------- | ---------- | ------------------------ | --------------------------- | ------------------------ |
| Gienah      | الجناح     | al-Janāḥ                 | L'ala                       | Epsilon Cygni ε Cyg      |
| Gomeisa     | الغميصاء   | al-Ghumaişā'             | La donna dagli occhi velati | Beta Canis Minoris β CMi |

## H
| Nome comune | Nome arabo | Nome arabo traslitterato | Significato                            | Denominazione ufficiale       |
| ----------- | ---------- | ------------------------ | -------------------------------------- | ----------------------------- |
| Hadar       | حضار       | Ḥaḍār                    | Il suolo                               | Beta Centauri (Agena) β Cen   |
| Hamal       | رأس الحمل  | Rā's al-Ḥamal            | La testa dell'Ariete                   | Alfa Arietis α Ari            |
| Heka        | الهقعة     | al-Haqʿah                | Il punto bianco                        | Lambda Orionis (Meissa) λ Ori |
| Homam       | سعد الهمام | Saʿad al-Humām           | La stella fortunata degli intelligenti | Zeta Pegasi ζ Peg             |

## I
| Nome comune | Nome arabo | Nome arabo traslitterato | Significato                              | Denominazione ufficiale                          |
| ----------- | ---------- | ------------------------ | ---------------------------------------- | ------------------------------------------------ |
| Iklil       |            | Iklīl al Jabhah          | La corona della fronte (dello Scorpione) | Rho Scorpii ρ Sco                                |
| Izar        | الإزار     | al-Izar                  | La cintura                               | Epsilon Boötis (Pulcherrima, Mizar, Mirak) ε Boo |

## J
| Nome comune | Nome arabo | Nome arabo traslitterato | Significato                 | Denominazione ufficiale |
| ----------- | ---------- | ------------------------ | --------------------------- | ----------------------- |
| Jabbah      | الجبهة     | al-Jab'hah               | La fronte (dello Scorpione) | Nu Scorpii ν Sco        |

## K
| Nome comune                               | Nome arabo    | Nome arabo traslitterato | Significato                            | Denominazione ufficiale                                                      |
| ----------------------------------------- | ------------- | ------------------------ | -------------------------------------- | ---------------------------------------------------------------------------- |
| Kabdhilinan                               | كعب ذي العنان | Kaʿab Dhiy l-ʿInān       | La spalla destra dell'Auriga           | Iota Aurigae ι Aur                                                           |
| Kaffaljidhma                              | الكف الجذماء  | al-Kaff al-Jadhmā'       | La mano tagliata                       | Gamma Ceti γ Cet                                                             |
| Kaus Australis, Kaus Media, Kaus Borealis | القوس         | al-Qaws                  | L'arco (del Sagittario)                | Epsilon Sagittarii / ε Sgr Delta Sagittarii / δ Sgr Lambda Sagittarii /λ Sgr |
| Keid                                      | القيض         | al-Qaiḍ                  | I gusci (di uova rotte)                | Omicron2 Eridani ο2 Eri                                                      |
| Kitalpha                                  | قطعة الفرس    | Qiṭʿat al-Faras          | Parte del Cavallo                      | Alfa Equulei α Equ                                                           |
| Kochab                                    | كوكب          | al-Kawkab                | La stella                              | Beta Ursae Minoris β UMi                                                     |
| Kurhah                                    | القرحة        | al-Qurḥah                | La fiammata sulla fronte di un cavallo | Xi Cephei ξ Cep                                                              |

## L
| Nome comune             | Nome arabo              | Nome arabo traslitterato | Significato                                 | Denominazione ufficiale        |
| ----------------------- | ----------------------- | ------------------------ | ------------------------------------------- | ------------------------------ |
| Lesath                  | اللسعة                  | al-Lasʿah                | Il pungiglione (della coda dello Scorpione) | Upsilon Scorpii υ Sco          |
| Luh-Denebola / Denebola | Dhanab al-Asad/al-Layth | La coda del Leone        | ذنب الاسد/الليث                             | Beta Leonis / β Leo (Denebola) |

## M
| Nome arabo romanizzato | Nome arabo (accentato) | Nome arabo      | Nome arabo traslitterato    | Significato                             | Denominazione ufficiale                         |
| ---------------------- | ---------------------- | --------------- | --------------------------- | --------------------------------------- | ----------------------------------------------- |
| Maasym                 |                        | معصم الثّريّا     | al-Miʿasam uth-Thurayyā     | Il polso (di Ercole)                    | Lambda Herculis λ Her                           |
| Maaz                   |                        | المعز           | al-Māʿaz                    | Il caprone                              | Epsilon Aurigae ε Aur                           |
| Mankib                 |                        | منكب الفرس      | Mankib (ul-Faras)           | La spalla (di Pegaso)                   | Alfa Pegaso α Peg                               |
| Marfik                 |                        | المرفق          | al-Mirfaq                   | Il gomito (dell'Ofiuco)                 | Lambda Ophiuchi λ Oph                           |
| Markab                 |                        | مركب الفرس      | Markab (ul-Faras)           | La sella (di Pegaso)                    | Alfa Pegaso α Peg                               |
| Markeb                 |                        | مركب            | Markab                      | Qualcosa da cavalcare                   | Kappa Velorum κ Vel                             |
| Matar                  |                        | سعد مطر         | al-Saʿad ul-Maṭar           | La stella fortunata della pioggia       | Eta Pegasi η Peg                                |
| Mebsuta                |                        | الذّراع المبسوطه | adh-Dhirāʿu l-Mabsūṭah      | La gamba distesa (di uno dei Gemelli)   | Epsilon Geminorum ε Gem                         |
| Megrez                 |                        | مغرز            | al-Maghriz                  | La base della coda dell'orso            | Delta Ursae Majoris δ UMa                       |
| Meissa                 |                        | الميسان         | al-Maysān                   | La lucente                              | Lambda Orionis λ Ori                            |
| Mekbuda                |                        | الذّراع المقبوضة | adh-Dhirāʿu l-Maqbūḍah      | Il braccio piegato (di uno dei Gemelli) | Zeta Geminorum ζ Gem                            |
| Meleph                 |                        |                 | Al Ma᾽laf                   | Il seggio                               | Epsilon Cancri ε Cnc                            |
| Menkalinan             |                        | منكب ذي العنان  | Mankib Dhiyi l-ʿInān        | La spalla sinistra dell'Auriga          | Beta Aurigae β Aur                              |
| Menkar                 |                        | المنخر          | al-Minkhar                  | La narice (della Balena)                | Alfa Ceti (Menkab) α Cet                        |
| Menkent                |                        | منكب قنطورس     | Mankib ul-Qanṭūris          | La spalla del Centauro                  | Theta Centauri θ Cen                            |
| Menkib                 |                        | منكب الثّريّا     | Al-Mankib uth-Thurayyā      | La spalla delle Pleiadi                 | Alfa Orionis (Betelgeuse) α Ori                 |
| Merak                  | الْمِرَاقّ                 | المراقّ          | al-Marāqq [Al-Maraaqq]      | I fianchi (dell'dell'Orsa)              | Beta Ursae Majoris β UMa                        |
| Mintaka                |                        | المنطقة         | al-Minṭaqah                 | La cintura (di Orione)                  | Delta Orionis δ Ori                             |
| Mirach                 | الْمِرَاقّ                 | المراقّ          | al-Marāqq                   | I fianchi (di Andromeda)                | Beta Andromedae β And                           |
| Mirak                  | الْمِرَاقّ                 | المراقّ          | al-Marāqq                   | I fianchi                               | Epsilon Boötis (Pulcherrima, Mizar, Izar) ε Boo |
| Mirfak                 |                        | مرفق الثّريّا     | al-Mirfaq uth-Thurayyā      | Il gomito (di Perseo)                   | Alfa Persei α Per                               |
| Mizar                  |                        | المئزر          | al-Mi'zar                   | La cintura                              | Epsilon Boötis (Pulcherrima, Mirak, Izar) ε Boo |
| Mothallah              |                        | الرعس المثلث    | Ra'as ul-Muthallath         | La testa del Triangolo                  | Alfa Trianguli α Tri                            |
| Muhlifain              | مُحْلِفَيْن                 | محلفين          | al-Muḥlifayn [Al-MuḤlifayn] |                                         | Gamma Centauri γ Cen                            |
| Muliphein              | مُحْلِفَيْن                 | محلفين          | al-Muḥlifayn [Al-MuḤlifayn] |                                         | Gamma Canis Majoris γ CMa                       |
| Mufrid                 |                        | المفرد الرامح   | Mufrid ur-Rāmiḥ             | La solitaria del Lanciere               | Eta Boötis η Boo                                |
| Murzim/Mirzam          | الْمُرْزِم \الْمِرْزَم         | المرزم          | al-Murzim/ al-Mirzam        | L'araldo                                | Beta Canis Majoris β CMa                        |

## N
| Nome comune      | Nome arabo         | Nome arabo traslitterato                       | Significato                            | Denominazione ufficiale     |
| ---------------- | ------------------ | ---------------------------------------------- | -------------------------------------- | --------------------------- |
| Nashira          | سعد ناشرة          | Saʿad Nāshirah                                 | La stella fortunata di Nashirah        | Gamma Capricorni γ Cap      |
| Nekkar           | البقار             | al-Baqqār                                      | Il bovaro                              | Beta Boötis β Boo           |
| Nihal            | النهال             | an-Nihāl                                       | (Cammelli che) placano la propria sete | Beta Leporis β Lep          |
| Nusakan          | النسقان            | an-Nasaqān                                     | I due schieramenti                     | Beta Coronae Borealis β CrB |
| Nushaba / Alnasl | زُجِّ النشابة / النصل | Zujji n-Nashshāba [Zujji n-Nashāba?] / an-Naşl | La punta di freccia (del Sagittario)   | Gamma Sagittarii γ Sgr      |

## O
| Nome comune | Nome arabo | Nome arabo traslitterato | Significato            | Denominazione ufficiale      |
| ----------- | ---------- | ------------------------ | ---------------------- | ---------------------------- |
| Okda        | العقدة     | al-ʿUqdah                | Il vincolo (dei Pesci) | Alfa Piscium (Alrisha) α Psc |

## P
| Nome comune | Nome arabo | Nome arabo traslitterato | Significato              | Denominazione ufficiale            |
| ----------- | ---------- | ------------------------ | ------------------------ | ---------------------------------- |
| Phact       | فاخثة      | al-Fākhitah              | La Colomba               | Alfa Columbae α Col                |
| Phad        | فخذ        | al-Fakhidh               | La coscia (dell'Orsa)    | Gamma Ursae Majoris (Phecda) γ UMa |
| Pherkad     | فرقد       | al-Farqad                | Il polpaccio (dell'Orsa) | Gamma Ursae Minoris γ UMi          |
| Polaris     | الجدي      | al-Jadi                  | La capra                 | Alfa Ursae Minoris α UMi           |

## R
| Nome comune | Nome arabo   | Nome arabo traslitterato | Significato                            | Denominazione ufficiale         |
| ----------- | ------------ | ------------------------ | -------------------------------------- | ------------------------------- |
| Rasalased   | رأس الأسد    | Ra'as ul-Assad           | La testa del Leone                     | Epsilon Leonis ε Leo            |
| Rasalgethi  | رأس الجاثي   | Ra'as ul-Jathī           | La testa di colui che sta in ginocchio | Alfa Herculis α Her             |
| Rasalhague  | رأس الحوّاء   | Ra'as ul-Ḥawwā'          | La testa dell'Ofiuco                   | Alfa Ophiuchi α Oph             |
| Rastaban    | رأس الثعبان  | Ra'as uth-Thuʿabān       | La testa del Serpente                  | Beta Draconis β Dra             |
| Rigel       | رجل الجبّار   | Rijl ul-Jabbār           | Il piede del Gigante                   | Beta Orionis β Ori              |
| Rigilkent   | رجل القنطورس | Rijl ul-Qanṭūris         | Il piede del Centauro                  | Alfa Centauri α Cen             |
| Risha       | الرشاء       | ar-Rishā'                | La corda del pozzo                     | Alfa Piscium α Psc              |
| Rukbah      | الركبة       | ar-Rukbah                | Il ginocchio (di Cassiopea)            | Delta Cassiopeiae (Ksora) δ Cas |
| Rukbat      | ركبة الرامي  | Rukbat ur-Rāmī           | Il ginocchio dell'Arciere              | Alfa Sagittarii α Sgr           |

## S
| Nome comune | Nome arabo  | Nome arabo traslitterato | Significato                         | Denominazione ufficiale           |
| ----------- | ----------- | ------------------------ | ----------------------------------- | --------------------------------- |
| Sabik       | السابق      | as-Sābiq                 | Colei che precede                   | Eta Ophiuchi η Oph                |
| Sadachbia   | سعد الاخبية | Saʿad ul-Akhbiyyah       | La stella fortunata delle tende     | Gamma Aquarii γ Aqr               |
| Sadalbari   | سعد البارع  | Saʿad ul-Bāriʿ           | La stella fortunata dello Splendido | Mu Pegasi μ Peg                   |
| Sadalmelik  | سعد الملك   | Saʿad ul-Malik           | La stella fortunata del re          | Alfa Aquarii α Aqr                |
| Sadalsuud   | سعد السعود  | Saʿad us-Suʿūd           | Fortuna delle fortune               | Beta Aquarii β Aqr                |
| Sadr        | الصدر       | aṣ-Ṣadr                  | Il petto (della Gallina)            | Gamma Cygni γ Cyg                 |
| Saiph       | السيف       | as-Sayf                  | La spada (di Orione)                | Kappa Orionis κ Ori               |
| Scheat      | الساعد      | as-Sāʿid                 | La spalla (di Pegaso)               | Beta Pegasi β Peg                 |
| Shaula      | الشولة      | ash-Shawlāh              | La sollevata (coda dello Scorpione) | Lambda Scorpii λ Sco              |
| Shedir      | الصدر       | as-Ṣadr                  | Il petto (di Cassiopea)             | Alfa Cassiopeiae α Cas            |
| Sheliak     | الشلياق     | ash-Shiliyāq             | La Lira                             | Βeta Lyrae β Lyr                  |
| Sheratan    | الشرطان     | ash-Sharāţān             | I due segni                         | Beta Arietis β Ari                |
| Sirrah      | سُرَّة الفرس   | Surratu l-Faras          | L'ombelico della cavalla            | Alfa Andromedae (Alpheratz) α And |
| Skat        | الساق / شئت | as-Sāq (or Shi'at)       | La gamba (dell'Acquario)            | Delta Aquarii δ Aqr               |
| Spica       | السنبلة     | as-Sunbulah              | Lo stelo                            | Alfa Virginis α Vir               |
| Sulafat     | السلحفاة    | as-Sulḥafāh              | La tartaruga                        | Gamma Lyrae γ Lyr                 |

## T
| Nome arabo romanizzato              | Nome arabo (accentato) | Nome arabo     | Nome arabo traslitterato   | Significato                       | Denominazione ufficiale                                |
| ----------------------------------- | ---------------------- | -------------- | -------------------------- | --------------------------------- | ------------------------------------------------------ |
| Talitha Australis, Talitha Borealis | القفزة الثّالثة         | القفزة الثّالثة | al-Qafzat uth-Thālathah    | Il terzo balzo (della gazzella)   | Kappa Ursae Majoris / κ UMa Iota Ursae Majoris / ι UMa |
| Tania Australis, Tania Borealis     | القفزة الثّانية         | القفزة الثّانية | al-Qafzat uth-Thāniyah     | Il secondo balzo (della gazzella) | Mu Ursae Majoris / μ UMa Lambda Ursae Majoris / λ UMa  |
| Tarf                                | الطرف                  | الطرف          | aț-Țarf                    | Lo sguardo (del Leone)            | Beta Cancri β Cnc                                      |
| Thuban                              | الْثُّعْبَان                | الثعبان        | ath-Thuabān [Ath-ThuAbaan] | Il serpente                       | Alfa Draconis α Dra                                    |

## U
| Nome comune | Nome arabo | Nome arabo traslitterato | Significato           | Denominazione ufficiale |
| ----------- | ---------- | ------------------------ | --------------------- | ----------------------- |
| Unukalhai   | عنق الحية  | ʿUnuq ul-Ḥayyah          | Il collo del serpente | Alfa Serpentis α Ser    |

## V
| Nome comune | Nome arabo   | Nome arabo traslitterato | Significato           | Denominazione ufficiale |
| ----------- | ------------ | ------------------------ | --------------------- | ----------------------- |
| Vega        | النسر الواقع | an-Nisr ul-Wāqiʿ         | L'aquila in picchiata | Alfa Lyrae α Lyr        |

## W
| Nome comune | Nome arabo | Nome arabo traslitterato | Significato      | Denominazione ufficiale   |
| ----------- | ---------- | ------------------------ | ---------------- | ------------------------- |
| Wasat       | وسط السماء | Wasț us-Samā'            | A metà del cielo | Delta Geminorum δ Gem     |
| Wezen       | الوزن      | al-Wazn                  | Il peso          | Delta Canis Majoris δ CMa |
| Wezn        | الوزن      | al-Wazn                  | Il peso          | Beta Columbae β Col       |

## Y
| Nome comune   | Nome arabo     | Nome arabo traslitterato | Significato                     | Denominazione ufficiale |
| ------------- | -------------- | ------------------------ | ------------------------------- | ----------------------- |
| Yed Posterior | مؤخّر يد الحوّاء | Mu'akhkhir Yad ul-Ḥawwā' | Il dorso della mano dell'Ofiuco | Epsilon Ophiuchi ε Oph  |
| Yed Prior     | مقدّم يد الحوّاء | Muqaddim Yad ul-Ḥawwā'   | Il palmo della mano dell'Ofiuco | Delta Ophiuchi δ Oph    |

## Z
| Nome comune    | Nome arabo     | Nome arabo traslitterato | Significato                               | Denominazione ufficiale |
| -------------- | -------------- | ------------------------ | ----------------------------------------- | ----------------------- |
| Zaurak         | الزورق         | az-Zawraq                | La barca                                  | Gamma Eridani γ Eri     |
| Zavijava       | زاوية العواء   | Zāwiyat ul-ʿAwwā'        | Lo spigolo del cane che abbaia            | Beta Virginis β Vir     |
| Zaniah         | الزاوية        | az-Zāwiyah               | L'angolo                                  | Eta Virginis η Vir      |
| Zubenelgenubi  | الزبان الجنوبي | az-Zubān ul-Janūbiy      | La chela meridionale (dello Scorpione)    | Alfa Librae α Lib       |
| Zubenelhakrabi | زبانى العقرب   | Zuban al-ʿAqrab          | Le chele (dello Scorpione)                | Gamma Librae γ Lib      |
| Zubeneshamali  | الزبان الشمالي | az-Zubān ush-Shamāliy    | La chela settentrionale (dello Scorpione) | Beta Librae β Lib       |